# La Féline (film, 1982)
Pour les articles homonymes, voir La Féline et Cat People.
Pour plus de détails, voir Fiche technique et Distribution.
La Féline (Cat People) est un film américain réalisé par Paul Schrader et sorti en 1982.
Le film met en vedette Nastassja Kinski, Malcolm McDowell et John Heard. Il s'agit d'un remake du film du même nom de Jacques Tourneur, sorti en 1942.

## Synopsis
Après la mort de ses parents, la jeune Irena Gallier retrouve son frère aîné, Paul, qui vit près de La Nouvelle-Orléans. Peu de temps après, Paul disparaît sans laisser de traces dans une maison close où une prostituée a été attaquée par une panthère. On réussit à capturer l'animal qu'on enferme dans un zoo où, le lendemain, Irena accourt. Elle se lie d'amitié avec un des zoologistes, Oliver Yates.
La panthère tue un de ceux qui la soignent. Peu de temps après, Paul se réveille tout nu dans une cage du zoo et arrive à s'échapper. Il révèle à sa sœur un secret de famille : les membres de la famille ne peuvent s'accoupler qu'avec leurs propres frères ou sœurs, sous peine de se transformer en panthère, et ils ne peuvent retrouver leur forme humaine qu'après avoir tué un humain. C'est ainsi que les parents de Paul et d'Irena étaient eux aussi frères et sœurs. Paul voudrait le plus vite possible coucher avec sa sœur, mais Irena refuse.
Irena se réfugie auprès d'Oliver à qui elle confie le secret et elle lui demande de faire l'amour avec elle, et ensuite de la mettre en cage sous la forme d'une panthère ; Oliver finit par accepter.

## Fiche technique
Sauf indication contraire, les informations mentionnées dans cette section peuvent être confirmées par la base de données cinématographiques IMDb,  présente dans la section « Liens externes ».
- Titre français : La Féline
- Titre original : Cat People
- Réalisateur : Paul Schrader
- Scénario : Alan Ormsby (en), d'après le scénario de La Féline écrit par DeWitt Bodeen
- Musique : Giorgio Moroder
- Photographie : John Bailey
- Montage : Jacqueline Cambas
- Décors : Ferdinando Scarfiotti
- Production : Charles W. Fries (en)
- Société de production : RKO Pictures
- Distribution : Universal Pictures
- Pays de production :  États-Unis
- Langue originale : anglais
- Budget : 18 000 000 $ (estimation)
- Format : Couleur - 1.85:1 - son Dolby
- Genre : thriller érotique et horrifique, fantastique
- Durée : 118 minutes
- Date de sortie : 
  - États-Unis : 2 avril 1982
  - France : 8 septembre 1982
- Classification[1] :
  - États-Unis : R
  - France : interdit aux moins de 12 ans

## Distribution
- Nastassja Kinski (VF : Évelyn Séléna) : Irena Gallier
- Malcolm McDowell (VF : Philippe Ogouz) : Paul Gallier
- John Heard (VF : Bernard Murat) : Oliver Yates
- Annette O'Toole (VF : Annie Sinigalia) : Alice Perrin
- Ruby Dee (VF : Julia Dancourt) : Fumelle
- Ed Begley Jr. (VF : Jacques Richard) : Joe Creigh
- Scott Paulin (VF : François Leccia) : Bill Searle
- Frankie Faison (VF : Med Hondo) : l'inspecteur Brandt
- Ron Diamond : l'inspecteur Ron Diamond
- Lynn Lowry (VF : Michèle Bardollet) : Ruthie
- John Larroquette (VF : Jean Roche) : Bronte Judson
- Emery Hollie (VF : Roger Lumont) : Yeatman Brewer
- Tessa Richarde (VF : Jeanine Forney) : Billie
- Berry Berenson : Sandra
- Ray Wise : l'homme du soap opéra

## Production
Le producteur Milton Subotsky acquiert les droits du film La Féline de Jacques Tourneur pour en faire un remake. Le projet revient ensuite à Universal Pictures,. Initialement, c'est Roger Vadim qui devait le mettre en scène. Le scénariste Alan Ormsby (en) révèle que plusieurs versions ont été écrites, dont une par Bob Clark. Selon Alan Ormsby, Roger Vadim craignait beaucoup que le film paraisse trop sexiste, car la femme qui était sexuellement intense devait être détruite. Le scénariste a ainsi changé cela dans le remake pour avoir un personnage masculin qui a le même problème. À son arrivée sur le projet, Paul Schrader réécrira une partie du script.
Bo Derek devait à l'origine incarner Irena Gallier, avant que le rôle revienne à Nastassja Kinski. William Hurt a quant à lui été envisagé pour le rôle d'Oliver Yates.
Le tournage a lieu principalement à La Nouvelle-Orléans dans le Carré français et au zoo Audubon. Quelques séquences sont tournées en Californie à Piru ainsi qu'à Los Angeles (arboretum et jardin botanique) et dans les Universal Studios).

## Bande originale
La musique du film est composée par Giorgio Moroder, déjà à l'oeuvre sur le précédent film de Paul Schrader, American Gigolo. L'album est publié par MCA Records. Il contient la chanson-thème Cat People (Putting Out Fire), écrite et interprétée par David Bowie, sur une musique de Giorgio Moroder. La chanson sort en single en 1982,. Elle sera notamment réutilisée par Quentin Tarantino dans le film Inglourious Basterds (2009).
Liste des titres
- Face A

1. Cat People (Putting Out Fire) – 6:41
2. The Autopsy – 1:30
3. Irena's Theme – 4:18
4. Night Rabbit  – 1:57
5. Leopard Tree Dream – 4:01

- Face B

1. Paul's Theme (Jogging Chase) – 3:52
2. The Myth – 5:09
3. To the Bridge – 2:49
4. Transformation Seduction – 2:43
5. Bring the Prod – 1:58

## Autour du film
- La scène de la transformation d'Irena en panthère était, au début des années 1980, une de celles qui demandaient les truquages les plus poussés (utilisés par la suite dans Manimal).
- Fin 1982, dans leurs clips vidéo respectifs, deux groupes musicaux utilisent une femme se transformant en panthère noire qui déambule alternativement, avec pour l'un la présence d'une cage, pour l'autre un fondu enchaîné sur les yeux, ce qui est un hommage évident au film : The Stranglers avec European Female (en) présent sur l'album Feline (1982) et Hall and Oates avec Maneater.

## Sortie vidéo
Le film sort en DVD et combo DVD/Blu-ray le 1er juin 2016, édité par Elephant Films.